# Anna-Katharina Maier
Anna-Katharina Maier (* 1984 in München) ist eine deutsche Filmregisseurin.

## Leben
Anna-Katharina Maier absolvierte nach dem Abitur 2004 eine einjährige Tanz- und Theaterausbildung am International Munich Artlab. 2008 begann sie ein Studium an der Hochschule für Fernsehen und Film München (HFF). 2013 folgte ein Schwerpunktstudium Werbung an der HFF, wo sie mehrere Werbespots realisierte. 2013 wurde sie für den Spot Children Deserve Love für den First Steps Award nominiert. Der 25-minütige Kurzfilm Familie – Die Quittung kommt zum Schluss (2016) war ihr Abschlussfilm.
Für die ARD und den ORF setzte sie die Fernsehfilme Trauung mit Hindernissen (2018) sowie die Fortsetzung Eltern mit Hindernissen (2020) mit Nicolette Krebitz und Hary Prinz in Szene. Außerdem drehte sie mehrere Folgen der ARD-Vorabendserie Hubert und Staller bzw. Hubert ohne Staller sowie der RTL-Serie Die Klempnerin. Nach einem Drehbuch von Murmel Clausen und Mike Viebrock inszenierte sie die im Mai 2020 auf Amazon Prime Video veröffentlichte Serie Der Beischläfer mit Lisa Bitter und Markus Stoll in den Hauptrollen. 2020 drehte sie außerdem zwei Folgen der RTL-Serie Alarm für Cobra 11 – Die Autobahnpolizei.
Gemeinsam mit Mirjam Unger führte sie 2021 bei der ORF/MDR-Serie Tage, die es nicht gab mit Franziska Weisz, Diana Amft, Jasmin Gerat und Franziska Hackl in den Hauptrollen Regie. Ebenfalls für Amazon Prime Video inszenierte sie die Serie Damaged Goods (2022) mit Sophie Passmann, Leonie Brill, Zeynep Bozbay und Tim Oliver Schultz. 2023 drehte sie den  ARD-Degeto-Krimi Blutspur Antwerpen mit Marie-Lou Sellem.

## Filmografie (Auswahl)
- 2016: Familie – Die Quittung kommt zum Schluss (Kurzfilm; auch Drehbuch)
- 2018: Hubert und Staller (Fernsehserie, fünf Folgen)
- 2018: Trauung mit Hindernissen (Fernsehfilm)
- 2019: Hubert ohne Staller (Fernsehserie, drei Folgen)
- 2019: Die Klempnerin (Fernsehserie, drei Folgen)
- 2020: Eltern mit Hindernissen (Fernsehfilm)
- 2020: Der Beischläfer (Fernsehserie)
- 2022: Damaged Goods (Fernsehserie)
- 2022: Tage, die es nicht gab (Fernsehserie)
- 2023: Die Augenzeugen (Fernsehserie)
- 2025: Blutspur Antwerpen (Fernsehfilm)

## Auszeichnungen und Nominierungen
Romyverleihung 2023
- Auszeichnung in der Kategorie Beste Regie TV/Stream für Tage, die es nicht gab[8]